# Rodriguesiophisis spinifera
Rodriguesiophisis spinifera is een rechtvleugelig insect uit de familie sabelsprinkhanen (Tettigoniidae). De wetenschappelijke naam van deze soort is voor het eerst geldig gepubliceerd in 1876 door Butler.
1. ↑  (en) Rodriguesiophisis spinifera op de IUCN Red List of Threatened Species.